# Klakk
Klakk est une localité du comté de Nordland, en Norvège.

## Géographie
Administrativement, Klakk fait partie de la kommune de Hadsel.